# Ausztráliai magyarok
A magyarok első szórványos kivándorlásai a Ausztráliába az 1848–49-es szabadságharc után történtek, amikor aranyláz is volt Ausztráliában.
1947-ig mintegy 170 ezer magyar talált új hazára ezen a tájon (ez a szám a Nagy-Magyarország területéről érkezetteket illeti). 1956 után érkezett még egy menekült csoport, majd az 1970-es években Erdélyből és a Délvidékről települtek sokan Ausztráliába.
2017-ben mintegy 73 000 ausztrál állampolgár él az országban, akik magyar ősökkel, felmenőkkel rendelkeznek.

## Híres ausztráliai magyarok
- Veres Győző (1936–2011) – súlyemelő
- Peter Abeles (1924–1999) – üzletember
- Rodney Adler (1959–) – üzletember
- Alex Somlyay (1946–) – parlamenti képviselő, miniszter (1997–1998)
- Nick Greiner (1947–) – parlamenti képviselő, Új-Dél-Wales miniszterelnöke
- Domahidy András (1920–2012) – író
- Ács Marcell Miklós – birkózó
- Les Murray (Ürge László) (1945–2017) – televíziós
- Joe Bugner (1950–) – ökölvívó, színész
- Desiderius Orban (1884–1986) – festő
- Judy Cassab (1920–2015) – festőnő
- Attila Abonyi (1946–) – labdarúgó, edző
- George Kulcsar (1967–) – labdarúgó
- Annie Jones (1967–) – színésznő
- Pekli Mária (1972–) – dzsúdózó (Sydney 2000 - bronz)
- George Molnar (filozófus) (1934–1999) – filozófus
- George Molnar (1910–1998) – karikaturista
- Csepelyi Rudolf (1920–2000) – író, költő, újságíró
- Laszlo Toth (1938–2012) – ő rongálta meg Michelangelo Pietáját
- Miklós Sándor (1915–1981) – jégkorongozó
- Orszáczky Miklós (1948–2008) – zenész